# Surface de sustentation
Pour les articles homonymes, voir Surface.
En mécanique du solide, on appelle surface de sustentation, également polygone de sustentation, la surface sur laquelle la projection orthogonale du centre de gravité d'un solide sur le sol, ou sur un support, doit se trouver pour permettre l'équilibre statique. Lorsque le corps est en mouvement, la surface de sustentation est définie de manière similaire avec le point de non-basculement (ZMP), permettant alors l'équilibre dynamique.

## Équilibre statique

### Cas d'une surface de contact unique
Lorsque tous les points de contact du corps avec le support sont coplanaires, et que le coefficient de frottement entre les surfaces est supposé suffisamment grand, on peut également définir la surface de sustentation comme étant l'enveloppe convexe contenant tous ces points de contact. Dans ce cas simple, et dans un référentiel galiléen, la condition de non-basculement s'exprime alors comme suit :
Un corps immobile soumis uniquement à son poids et à la réaction du sol est à l'équilibre si et seulement si la droite d'action (la verticale passant par le centre de gravité) du poids coupe la surface de sustentation.
On peut par exemple considérer le cas d'une chaise posée sur un plan incliné : la projection du centre de gravité de la chaise ne doit pas sortir du polygone formé par les quatre points de contacts entre les pieds de la chaise et le sol.
Dans le cas d'un mécanisme à jambes en contact avec un sol planaire, la surface de sustentation (qui n'est alors plus nécessairement un polygone) correspond également à l'enveloppe convexe des points d'appuis. Par exemple pour un mécanisme bipède, si ce dernier se tient sur un pied (surface d'appui supposée convexe), la surface de sustentation aura la forme de ce pied. S'il se tient sur ses deux pieds, la surface comprendra à la fois les surfaces respectives des deux pieds, ainsi que la surface comprise entre ceux-ci. Cette définition s'applique également à l'homme en station debout, lorsqu'il se maintient en équilibre.
En particulier, on démontre que la partie de l'objet en contact avec le sol doit être localement concave (c'est-à-dire que sa forme complémentaire soit convexe) pour assurer un équilibre stable. D'une façon plus générale, lors d'une compétition entre deux forces, il y a équilibre si et seulement si la projection du centre de gravité de chacun des solides en présence se trouve dans sa surface de sustentation.

### Cas de surfaces de contact multiples
Lorsque les points de contact entre le corps ou mécanisme et son environnement ne sont plus coplanaires, la surface de sustentation ne se calcule plus comme une enveloppe convexe, mais plus généralement comme une projection polyédrique des contraintes de contact (comme la loi de Coulomb) rapportées au torseur des actions mécaniques.

## Équilibre dynamique
Lorsque le système est en mouvement, la surface de sustentation concerne le point de non-basculement (ZMP), qui prend en compte à la fois la gravité et l'accélération du système (là où le centre de gravité ne porte que sur la gravité). La surface de sustentation se calcule également de manière générale par projection polyédrique des contraintes de contact (loi de Coulomb, positivité des forces normales de contact) rapportées au torseur dynamique. Lorsque tous les points de contact sont coplanaires, et que le coefficient de frottement entre les surfaces est supposé suffisamment grand, on retrouve la simplification où la surface de sustentation se calcule plus simplement comme l'enveloppe convexe des points de contact.